# 小野秀雄
小野 秀雄（おの ひでお、1885年8月14日 - 1977年7月18日）は、日本のジャーナリズム研究、マスコミュニケーション研究の先駆者であり、「新聞学」の名による斯学の確立に貢献した。万朝報などで新聞記者を経験した後、大学院に進んだ。研究者としては戦前から戦後にかけて東京帝国大学・東京大学、明治大学および上智大学（初代新聞学科長）に所属した。
1949年、戦前から永く所属した東京帝国大学文学部新聞研究室が改組され、東京大学新聞研究所（現在の東京大学大学院情報学環・学際情報学府の前身の一つ）が設立された際、既に講師としていったん定年となっていたにもかかわらず特例措置として教授となり、同研究所の初代所長に就任した。また日本新聞学会（現：日本マス・コミュニケーション学会）の設立にも尽力し、初代会長として1951年から1966年まで永く活躍し、退任後も「名誉会長」と称された。
新しい分野の先駆者として、初期には包括的な概説書も手がけたが、研究の中心にあったのは近世・近代日本の新聞史であり、個人としても瓦版や錦絵新聞等の史料多数を収集し、コレクションを形成していた。

## 経歴
詳細な年譜は東京大学総合研究博物館のサイトにある。
- 1885年、滋賀県栗太郡草津町（後の草津市）立木神社の第38代神主・秀円の長男として出生[7]。
- 1906年、第三高等学校大学予科卒業。父を亡くす。
- 1910年、東京帝国大学文科大学独文科卒業。同科の一年先輩に小宮豊隆、小牧健夫、茅野蕭々、二年先輩に成瀬無極[8]。
- 1911年 - 1915年、萬朝報記者
- 1917年、記者として東京日日新聞入社。
- 1919年、在職のまま奨学金を得て東京帝国大学大学院入学。
- 1921年、東京日日新聞休職（1923年に退職）。
- 1923年 - 1924年、新聞学教育研究の調査でドイツ、英国、米国などをまわる。帰国後大学院を退学。
- 1924年、吉野作造が主宰する明治文化研究会の創設に同人として参加。
- 1925年、明治大学政治経済学部（新設）に出講する。
- 1926年、東京帝国大学文学部で、無給の志願講師として世界新聞史を講じる。
- 1929年、東京帝国大学文学部嘱託。東京帝国大学文学部に新聞研究室（のちの東京大学新聞研究所）設置。
- 1932年、明治大学新聞高等研究科初代科長となる。上智大学専門部教授を兼任。上智大学新聞学科開設。日本の大学における新聞学科設置は初[9][要検証 – ノート]。
- 1938年、東京帝国大学文学部講師。
- 1946年、東京帝国大学文学部講師を定年で退任、引き続き同嘱託。
- 1948年、東京大学文学部嘱託を退任。上智大学文学部教授。
- 1949年、東京大学新聞研究所設立に伴い、東京大学新聞研究所教授、所長。
- 1951年、東京大学教授退職。上智大学文学部教授、新聞学科長。日本新聞学会設立に伴い会長。
- 1966年、上智大学文学部教授を辞任、名誉教授。
- 1967年、日本新聞学会会長を辞任、名誉会長。
- 1977年、東京都千代田区で死去。

## 評価
小野は新聞やジャーナリズムを対象とする研究が大学に制度化されていない時代から「新聞学」の制度化に尽力した人物であり、東京帝国大学文学部では、志願講師、嘱託、講師といった周縁的な地位にあり続けながら、新聞界などにも働きかけて新聞研究室の制度化、戦後における東京大学新聞研究所の開設を実現した。この間、文学部の一部、特に文学部長として新聞学講座の開設に反対した瀧精一とは確執があり、晩年の回顧録『新聞研究五十年』にも関係する記述がある。
明治大学では1925年の政治経済学部発足時から新聞学概論を担当し、1932年の新聞高等研究科発足時に初代科長に就任した。
また、東大での新聞学講座を挫かれた小野は知り合いだった上智大学のドイツ人学長に新聞学講座の話を持ち掛け、1932年に大学として日本初となる新聞学科を実現させた。
内川芳美は、小野の研究の回顧の中で、小野の業績を「新聞に関する歴史的研究」、「新聞に関する理論的研究」「その他」に大別した上で、著作としては歴史的研究が最も多く、理論的研究の主眼は戦前ドイツにおける「新聞学 Zeitungswissenschaft」の継承にあり、またリベラルな立場に依ったものであった、と総括している。
東京大学で講師として一度定年を迎えたにもかかわらず、新聞研究所の開設時に特例として教授に就任し、2年間、65歳になるまで勤め、さらに上智大学では、80歳まで勤めるなど、永く後進の指導にもあたった。このため、小野の薫陶を受けた研究者や、ジャーナリストは多数にのぼる。1966年に、小野が勲三等に叙された際、「弟子たちの間にその勲等に不満を洩らす者もあったが」、小野自身は「学者の中には高い勲章をもらう人が多いが、それは大学教授としての勤務が長かったからで、私のように学会会長の故をもって叙勲された人はほかにないようだ」と喜んだという。

## 著書
詳細な著作リストは東京大学総合研究博物館のサイトにある。ただし、なおこの他に、多数の「合評、寸言、談話、座談会類」や、青年期にものした戯曲等の「対訳本」「翻訳」などが存在する。
- 『独逸語理解法』南江堂, 1912年
- 『瑞西の義民』科外教育叢書刊行会, 1917年 科外教育叢書
- 『日本新聞発達史』毎日新聞社, 1922年
- 『大阪毎日新聞社史』大阪毎日新聞社, 1925年
- 『新聞発生史論』新聞全集 第11巻 新聞之新聞社, 1931年
- 『図解新聞発生史』（編）新聞学研究会, 1932年
- 『現代新聞論』時潮社, 1934年
- 『新聞原論』東京堂, 1947年
- 『内外新聞小史』日本新聞協会, 1949年 新聞文庫
- 『日本新聞史』良書普及会, 1949年
- 『新聞の話』岩崎書店, 1953年 社会科全書
- 『新聞の歴史 瓦版から輪転機時代まで』同文館, 1955年 新聞の知識シリーズ
- 『かわら版物語 江戸時代マス・コミの歴史』雄山閣出版, 1960年 風俗文化双書
- 『新聞の歴史』東京堂, 1961年
- 『内外新聞史』日本新聞協会, 1961年 新聞文庫
- 『黒岩涙香 三代言論人集 第6巻』時事通信社, 1963年
- 『新聞資料明治話題事典』（編）東京堂出版, 1968年
- 『号外百年史』（編） 読売新聞社, 1969年
- 『新聞研究五十年』毎日新聞社, 1971年
- 『新聞錦絵』（編） 毎日新聞社, 1972年
- 『新聞資料明治話題事典』（編）東京堂出版, 1995年9月

## 翻訳など
- 『ヘンシエル』ハウプトマン 現代社, 1913年 近代脚本叢書
- 『独逸会話文典 附・例題詳解』オットー 蘇武利三郎共訳 光玉館, 1914年
- 『人類の祖先』ヘツケル 実業之世界社, 1915年 新知識叢書
- 『思い切った告白』カリン・ミヒヤエリス 榎本書店, 1926年
- 『もしほ草 横浜新報』校訂 明治文化研究会, 1926年